# Mungotictis decemlineata
Mungotictis decemlineata (A. Grandidier, 1915) è un carnivoro della famiglia degli Eupleridi. In malgascio, la lingua degli abitanti della terra in cui vive, viene chiamato boky-boky.
È l'unica specie del genere Mungotictis Pocock, 1915.

## Distribuzione
Vive nelle foreste decidue secche del Madagascar sud-occidentale, tra i fiumi Tsiribihina e Mangoky.

## Tassonomia
Viene suddiviso in due sottospecie (in passato ritenute specie distinte): M. d. decemlineata e M. d. lineatus.
Come tutte le specie della sua famiglia, si è evoluto indipendentemente da tutti gli altri Carnivori sull'isola di Madagascar, separatasi dal continente africano già dagli inizi dell'era cenozoica. In passato veniva classificato tra le manguste, nella famiglia degli Erpestidi, ma recenti studi di biologia molecolare ne hanno sottolineato la stretta parentela con altri carnivori malgasci.

## Descrizione
Lungo circa 70 - 100 cm, ha una coda molto sviluppata, lunga metà del corpo. Deve il nome ad una serie di strisce longitudinali chiare e scure che attraversano tutto il corpo.

## Abitudini

### Alimentazione
Dai pochi studi effettuati si ritiene che il M. decemlineata abbia una dieta prettamente insettivora, ma si sa anche che mangia uova di uccelli e tutta una serie di animali di piccole dimensioni, tra cui roditori, uccelli, serpenti e perfino piccole specie di lemuri, come il microcebo murino (Microcebus murinus).

### Comportamento
Il M. decemlineata è una creatura diurna e vive in gruppi familiari matriarcali che praticano l'allevamento collettivo dei piccoli. Quasi sempre, i figli della femmina alfa sono quelli che ricevono più attenzioni; d'altra parte, quelli delle femmine di rango inferiore sono trascurati fino al punto di essere abbandonati. M. decemlineata costruisce piccoli covi nelle cavità degli alberi o tra la boscaglia ed è noto che condivide gli stessi alberi con specie di lepilemuri (genere Lepilemur), con i quali sembra non esserci alcuna interazione.

## Conservazione
M. decemlineata è minacciato dalla distruzione delle foreste in cui vive; proprio per questo la IUCN lo classifica come in pericolo. Le foreste decidue del Madagascar occidentale sono meno estese e più soggette all'influsso umano di quelle pluviali dell'est dell'isola. La causa principale della scomparsa delle foreste in cui vive quest'animale è il tavy, la tecnica di debbio (o agricoltura taglia e brucia) effettuata dai contadini della zona, ma le foreste vengono anche saccheggiate dagli abitanti in cerca di miele selvatico e legname.